# Лоуренс, Ричард (бобслеист)
Ричард Уэбстер «Дик» Лоуренс (англ. Richard Webster "Dick" Lawrence; 22 июля 1906 — июнь 1974) — американский бобслеист, бронзовый призёр зимних Олимпийских игр 1936 года.

## Биография
Участник бобслейных соревнований зимней Олимпиады 1936 года в двойках и четвёрках. Чемпион Северной Америки 1934 года среди двоек вместе с Джилбертом Колгейтом. В соревнованиях двоек в Гармиш-Партенкирхене он завоевал бронзовую медаль. В соревнованиях четвёрок их экипаж занял 6-е место в драматических обстоятельствах: пилот Фрэнсис Тайлер разогнал боб до такой высокой скорости, что из боба на повороте вылетел Джеймс Бикфорд. Однако Лоуренс, высунувшись, успел схватить его и затащить обратно в боб, сам чуть не выпав из боба.